# Thomas Gunst
Thomas Gunst (* 26. Juli 1959 in Bad Dürkheim) ist ein ehemaliger deutscher Hockeyspieler.
Thomas Gunst begann seine sportliche Karriere beim Dürkheimer HC. 1981 wechselte er zur Turngemeinde Frankenthal, mit der er von 1982 bis 1984 dreimal Deutscher Meister in der Halle wurde. 1983 siegte die Mannschaft auch bei der Meisterschaft im Freien, 1984 folgte der Europapokal der Landesmeister. Gunst kehrte später zum Dürkheimer HC zurück, er ist nach wie vor aktiver Hockeyspieler.
Nachdem er 1979 Vizeweltmeister der Junioren geworden war, debütierte der Deckungsspieler 1980 in der deutschen Hockeynationalmannschaft. Bei der Weltmeisterschaft 1981/1982 erreichte Gunst mit der deutschen Mannschaft auch in der Erwachsenenklasse den zweiten Platz. Im Jahr darauf belegte die deutsche Mannschaft den dritten Platz bei der Feldhockey-Europameisterschaft 1983. 1984 siegte das Team bei der Europameisterschaft im Hallenhockey. Bei den Olympischen Spielen 1984 kam Gunst nur im Spiel gegen die USA zum Einsatz, die deutsche Mannschaft erreichte das Finale gegen Pakistan und gewann die Silbermedaille. Zusammen mit der deutschen Hockey-Olympiamannschaft erhielt auch er – wie alle Gewinner olympischer Medaillen – vom Bundespräsidenten das Silberne Lorbeerblatt. 1986 gehörte Gunst zur siegreichen Mannschaft bei der FIH Champions Trophy und 1988 gewann er noch einmal bei der Europameisterschaft im Hallenhockey. Insgesamt wirkte Thomas Gunst von 1980 bis 1988 in 70 Länderspielen mit, davon 24 in der Halle. Thomas Gunst gehört auch im Seniorenbereich zu deutschen Nationalmannschaft, 2006 siegte er zusammen mit seinem alten Weggefährten Heiner Dopp bei der Ü45-Weltmeisterschaft.